# Birkweiler
Birkweiler é um município da Alemanha localizado no distrito de Südliche Weinstraße, no estado da Renânia-Palatinado. É membro da associação municipal de Verbandsgemeinde Landau-Land.

## Política
Cadeiras ocupadas na comunidade:
|      | SPD | CDU | Total       |
| 2009 | 3   | 9   | 12 Cadeiras |
| 2004 | 3   | 9   | 12 Cadeiras |